# Treron waalia
Treron waalia là một loài chim trong họ Columbidae.